# Le Complot du Caire
Le Complot du Caire est le 61e roman de la série SAS, écrit par Gérard de Villiers et publié le 15 janvier 1981 aux éditions Plon / Presses de la Cité. Comme tous les SAS parus au cours des années 1980, le roman a été édité lors de sa publication en France à 100 000 exemplaires. Le roman a fait l'objet d'une nouvelle publication en 2015 aux éditions Gérard de Villiers, avec une page de couverture différente.
Le roman évoque un projet d'assassinat du président égyptien Anouar el-Sadate par des islamistes extrémistes. L'action se déroule courant 1980 en Égypte. L'auteur a rédigé son roman environ un an avant l'assassinat effectif de Sadate par des terroristes le 6 octobre 1981.

## Personnages principaux

### Américains et alliés
- Malko Linge : agent contractuel de la CIA, héros du roman.
- Elko Krisantem : son majordome.
- John Ward : chef de l'antenne de la CIA au Caire.
- Mel smith : adjoint de John Ward.

### Autres personnages
- Magda Boutros : agent contractuel de la CIA, interprète de Malko au Caire.
- Ashraf Boutros : ancien général, époux de Magda.
- Mansour Karoun : islamiste intégriste.
- Abu Sayed : membre des services secrets libyens.
- Fifi Amer : danseuse au Sheraton.
- Farida : autre danseuse au Sheraton.
- Hildegard Müller et Otto Mainz : terroristes Est-Allemands.

## Résumé

### Débuts du roman
Fifi Amer, danseuse à l'hôtel Sheraton, a surpris son amant Abu Sayed dans les bras d'une jeune femme. Pour se faire pardonner, Abu Sayed offre ses excuses, des promesses de ne pas recommencer et une magnifique ceinture portant une énorme boucle en laiton argenté. Plus tard, ayant mis la ceinture, elle commence son show sur la piste de danse. La ceinture, qui contenait un puissant explosif, détonne, tuant Fifi et plusieurs clients de l'hôtel. Abu Sayed a quitté les lieux quelques minutes auparavant (chapitre 1).
Cet attentat avait été exigé par Mansour Karoun à des représentants de services secrets libyens, afin qu'ils montrent leur détermination. En effet, Mansour est prêt à leur livrer un Sam 7 pour détruire l'avion du président Sadate. En contrepartie, il a exigé cet attentat au Sheraton (chapitre 2 et 3).
La situation étant délicate en Égypte, la CIA y envoie Malko pour procéder à une enquête. Accompagné par Elko Krisantem, Malko est escorté par Magda Boutros, une interprète en langue arabe. Une seule piste pour Malko : Farida, l'autre danseuse du Sheraton avec laquelle l'amant (Abu Sayed) de Fifi Amer avait eu une brève relation (chapitres 4 et 5).

### Aventures
Malko et Magda vont donc interroger Farida. La jeune femme élude les questions et prétend ne rien savoir sur Abu Sayed. Une fois Malko et Magda partis, Farida se rend au domicile d'Abu Sayed. En effet, tombée amoureuse de lui, elle l'avait suivi et connaît son domicile. Une brève discussion a lieu entre la danseuse et Abu Sayed, qui est affolé d'apprendre qu'elle sait où il habite. Elle l'assure de son amour et de sa discrétion absolue. Plus tard, Malko reçoit du Mossad une note d'information sur Abu Sayed ainsi qu'une photo. Il décide de présenter la photo à Farida. Retournant chez elle avec Magda, Farida affirme à nouveau qu'elle ne peut pas l'aider. Quelques minutes après le départ de l'agent autrichien, Abu Sayed pénètre dans le domicile de Farida et la poignarde au couteau. Il s'enfuit sans être inquiété. Quand Malko et Magda apprennent la nouvelle, ils ne peuvent rien faire, si ce n'est constater que Farida savait des choses et qu'on l'a tuée pour la faire taire. Pendant tous ces événements, Ashraf Boutros, le mari de Magda, a rendez-vous avec Mansour Karoun, l'islamiste intégriste qui a commandité l'attentat au Sheraton. Ashraf lui promet de lui « rendre service » pour localiser Anouar el-Sadate un jour ou l'autre (chapitres 6 à 8).
Magda, qui ignore tout des activités occultes de son époux Ashraf avec Mansour Karoun, lui révèle les recherches de Malko en lien avec le Sheraton (Fifi, Farida). Ashraf s'en ouvre auprès de Mansour Karoun, qui en parle à Abu Sayed. Le but des deux hommes est de se débarrasser de Malko à court terme. Ce dernier vient d'apprendre que deux terroristes Est-Allemands, Hildegard Müller et Otto Mainz, ont quitté l'Europe pour la Libye. Ils seraient désormais en Égypte. Ayant cru croiser Hildegard à la terrasse d'un café du centre-ville, Malko s'y rend de nouveau. Bingo : elle est là avec un autre homme. Accompagné d'Elko Krisantem, il les prend en filature, et le couple les mène près d'un tombeau de la vallée de Saqqarat. Malko décide de se comporter en touriste et de visiter le tombeau. Alors qu'il est en plein cœur du tombeau, deux personnes tentent de le tuer. Il s'en sort grâce à l'arrivée, inattendue par les agresseurs, d'Elko. Ce dernier met en fuite les agresseurs et Malko peut retrouver l'air libre sain et sauf (chapitres 9 à 11).
Ashraf rencontre Hildegard. Il a été suivi par Magda qui croit qu'il voit Hildegard comme maîrtresse. Elle décide de se venger de son époux en ayant une relation sexuelle avec Malko. Le soir, elle sort outrageusement fardée et bien habillée et rencontre Malko, avec qui elle couche. Ashraf est furieux contre elle. Il se rend à l'hôtel de Malko et tente de le tuer, mais le rate de peu. Le lendemain, il avoue la vérité à Magda : il complote contre Sadate pour prendre le pouvoir. Il lui ordonne de l'aider à tuer Malko. Elle accepte. Un plan est mis en place. Le lendemain, Magda « révèle » à Malko que les deux terroristes allemands quittent Le Caire très bientôt. Accompagné d'Elko, Malko suit le couple qui se dirige à moto vers l'extérieur du Caire. À une cinquantaine de kilomètres du Caire, la voiture de Malko percute soudain un tracteur qui lui coupe la route. Elko et Malko sont blessés. Attaqués par le conducteur du tracteur, Elko riposte et le tue. Puis ils rentrent au Caire. Ce deuxième attentat est une catastrophe pour les comploteurs : le chauffeur du tracteur n'était autre que Mansour Karoun, l'islamiste intégriste. Les deux Allemands ne souhaitent plus rentrer chez eux et Ashraf est obligé de les loger en catastrophe chez Abu Sayed, qui se dit qu'il travaille avec des imbéciles incapables. Soigné à l'hôpital militaire du Caire, Malko fait le lien entre Ashraf et Mansour Karoun. Il visite le domicile de Mansour, puis sa résidence secondaire située près du Nil. Il y découvre des informations montrant que les Allemands avaient reçu une livraison de missile Sam 7 (chapitres 12 à 17).

## Autour du roman
Le numéro 3758 de la Revue des Deux Mondes, paru en juillet-août 2014, a pour principal sujet d'étude et de réflexions la série SAS ; il porte le titre : « G. de Villiers : enquête sur un phénomène français ». Un article de Robert F. Worth (en), Le romancier qui en savait trop, initialement publié dans The New York Times du 30 janvier 2013, indique en page 39 de la revue :
« En 1980, il a écrit un roman dans lequel des militants islamistes assassinaient le président égyptien, Anouar el-Sadate, un an avant l'assassinat de ce dernier. Lorsque je l'ai interrogé à ce sujet, de Villiers m'a répondu d'un haussement d'épaules parfaitement gaulois. Il m'a dit : Les Israéliens savaient que cela allait se produire, et ils n'ont rien fait. »